# 東米利諾基特 (緬因州普查規定居民點)
東米利諾基特（英語：East Millinocket）是位於美國緬因州佩諾布斯科特縣的一個普查規定居民點。

## 人口
根據2020年美國人口普查的數據，東米利諾基特的面積為2.92平方千米，當中陸地面積為2.92平方千米，而水域面積為0.00平方千米。當地共有人口1560人，而人口密度為每平方千米534.25人。